# Famille Buchholz
Pour plus de détails, voir Fiche technique et Distribution.
Famille Buchholz (titre original : Familie Buchholz) est un film allemand réalisé par Carl Froelich sorti en 1944.
Il s'agit d'une adaptation du roman de Julius Stinde.

## Synopsis
Berlin à la fin du XIXe siècle. Wilhelmine Buchholz, la mère de famille de deux enfants, femme au foyer, fut satisfaite de remplir son rôle. Maintenant elle souhaite devenir écrivain. Son premier roman pas encore achevé Famille Buchholz parle de sa vie, beaucoup d'amis s'y retrouvent. Julius Stinde, l'éditeur de Wilhelmine, est le premier enthousiasmé par cette chronique familiale. Avec son grand sens de l'organisation, elle mène aussi les vies du mari Carl et des deux filles Emmi et Betti. Son amie Kathinka lui donne son avis éclairé.
Pendant ce temps, Emmi et Betti sont en âge de se marier, et Wilhelmine Buchholz leur cherche des maris riches et respectables. Le docteur Franz Wrenzchen et Emmi s'aiment - leur flirt déplaît fortement à Wilhelmine qui n'apprécie pas non plus sa personne.
Emil, l'ami de Betti, bon à rien d'une bonne famille, se révèle rapidement un échec total. Il est paresseux et gourmand et ne semble pas disposé à travailler sur ces défauts de caractère. Il préfère laisser tomber Betti. Betti, très touchée, rencontre le peintre Holle qu'elle voit de plus en plus. Wilhelmine n'en est pas informée, car elle ne l'aimerait pas. Le jour du mariage d'Emmi avec le médecin, Holle part faire un voyage d'études en Italie.
Wilhelmine Buchholz réconforte Betti. Les évènements récents suffisent pour qu'elle termine son roman.

## Fiche technique
- Titre : Famille Buchholz
- Titre original : Familie Buchholz
- Réalisation : Carl Froelich assisté d'Ernst Mölter et de Lisa Wey
- Scénario : Jochen Kuhlmey (de)
- Musique : Hans-Otto Borgmann
- Direction artistique : Walter Haag
- Costumes : Josef Meister
- Photographie : Robert Baberske (de)
- Montage : Wolfgang Schleif
- Production : Carl Froelich
- Sociétés de production : UFA
- Société de distribution : Deutsche Filmvertriebs (DFV)
- Pays d'origine :  Reich allemand
- Langue : allemand
- Format : Noir et blanc - 1,37:1 - Mono - 35 mm
- Genre : Drame
- Durée : 92 minutes
- Dates de sortie :
  -  Reich allemand : 3 mars 1944.

## Distribution
- Henny Porten : Wilhelmine Buchholz
- Paul Westermeier : Carl Buchholz, son mari
- Käthe Dyckhoff : Betti, leur fille
- Marianne Simson : Emmi, leur fille
- Hans Zesch-Ballot : Fritz Fabian, le frère de Wilhelmine
- Gustav Fröhlich : Dr. Franz Wrenzchen
- Grethe Weiser : Jette, la gouvernante des Buchholz
- Elisabeth Flickenschildt : Kathinka Bergfeldt
- Hans Hermann Schaufuss : M. Bergfeldt, son mari
- Erich Fiedler (de) : Emil, leur fils
- Sigrid Becker : Auguste, leur fille
- Werner Stock (de): Franz Weigel, son mari
- Jakob Tiedtke : son père
- Albert Hehn : Friedrich Wilhelm Holle
- Kurt Vespermann : Julius Stinde
- Maria Loja (de) : Mme Posener
- Hellmuth Helsig (de) : Gottfried, le garde
- Vera Achilles : Cilly Posener
- Oscar Sabo : August Butsch, majordome
- Carl Heinrich Worth : Prof. Hampel
- Renée Stobrawa (de) : Adelheid Hampel, son épouse
- Irmingard Schreiter : Erika von Rüdnitz, sa nièce
- Charles Francois : Le serveur
- Illo Gutschwager (de) : Le jeune serveur
- Max Hiller : Le serveur de Posener
- Alfred Karen : Un client

## Article annexe
- Liste des longs métrages allemands créés sous le nazisme

## Source de la traduction
- (de) Cet article est partiellement ou en totalité issu de l’article de Wikipédia en allemand intitulé « Familie Buchholz » (voir la liste des auteurs).